# Szent arkangyalok fatemplom (Csíkszentdomokos)
A csíkszentdomokosi Szent arkangyalok fatemplom műemlékké nyilvánított épület Romániában, Hargita megyében. A romániai műemlékek jegyzékében a  HR-II-m-B-12962 sorszámon szerepel.